# Distrikt Socota
Der Distrikt Socota, alternative Schreibweise: Distrikt Sócota, liegt in der Provinz Cutervo in der Region Cajamarca im Norden Perus. Der Distrikt wurde am 5. Februar 1875 gegründet. Er besitzt eine Fläche von 154 km². Beim Zensus 2017 wurden 9406 Einwohner gezählt. Im Jahr 1993 lag die Einwohnerzahl bei 11.593, im Jahr 2007 bei 10.779. Sitz der Distriktverwaltung ist die 1832 m hoch gelegene Kleinstadt Socota (alternative Schreibweise: Sócota) mit 2768 Einwohnern (Stand 2017). Socota befindet sich knapp 15 km ostnordöstlich der Provinzhauptstadt Cutervo.

## Geographische Lage
Der Distrikt Socota befindet sich in der peruanischen Westkordillere im Südosten der Provinz Cutervo. Der Río Chilac, der linke Quellfluss des Río Silaco, entwässert das Areal nach Osten. Im Nordosten reicht der Distrikt bis zum Flusslauf des Río Malleta.
Der Distrikt Socota grenzt im Südwesten an den Distrikt Cutervo, im Westen an den Distrikt Santo Domingo de la Capilla, im Norden an den Distrikt San Andrés de Cutervo, im äußersten Nordosten an den Distrikt San Juan de Cutervo, im Osten an den Distrikt San Luis de Lucma sowie im Südosten an die Distrikte Anguía und Tacabamba (beide in der Provinz Chota).

## Ortschaften
Neben dem Hauptort gibt es folgende größere Ortschaften im Distrikt:
- Cunanque
- El Puquio
- Huarrago
- Muchadin
- Pampa de Sucse
- San Antonio